# واکنش نوری مردمک
واکنش نوری مردمک یا واکنش مردمک به نور (به انگلیسی: Pupillary light reflex)، واکنش غیرارادی است که قطر مردمک را در پاسخ به شدت درخشندگی نوری که روی سلول‌های گانگلیونی شبکیه در پشت چشم می‌تابد، کنترل می‌کند و در نتیجه به آن در سازگاری بینایی با سطوح مختلف روشنایی/تاریکی کمک می‌کند. تابیدن نور به یک چشم سبب انقباض هم‌زمان هر دو مردمک می‌شود.
این موضوع علاوه بر چشم‌پزشکی، در پزشکی قانونی نیز به کار می‌رود.